# جانی گلدن

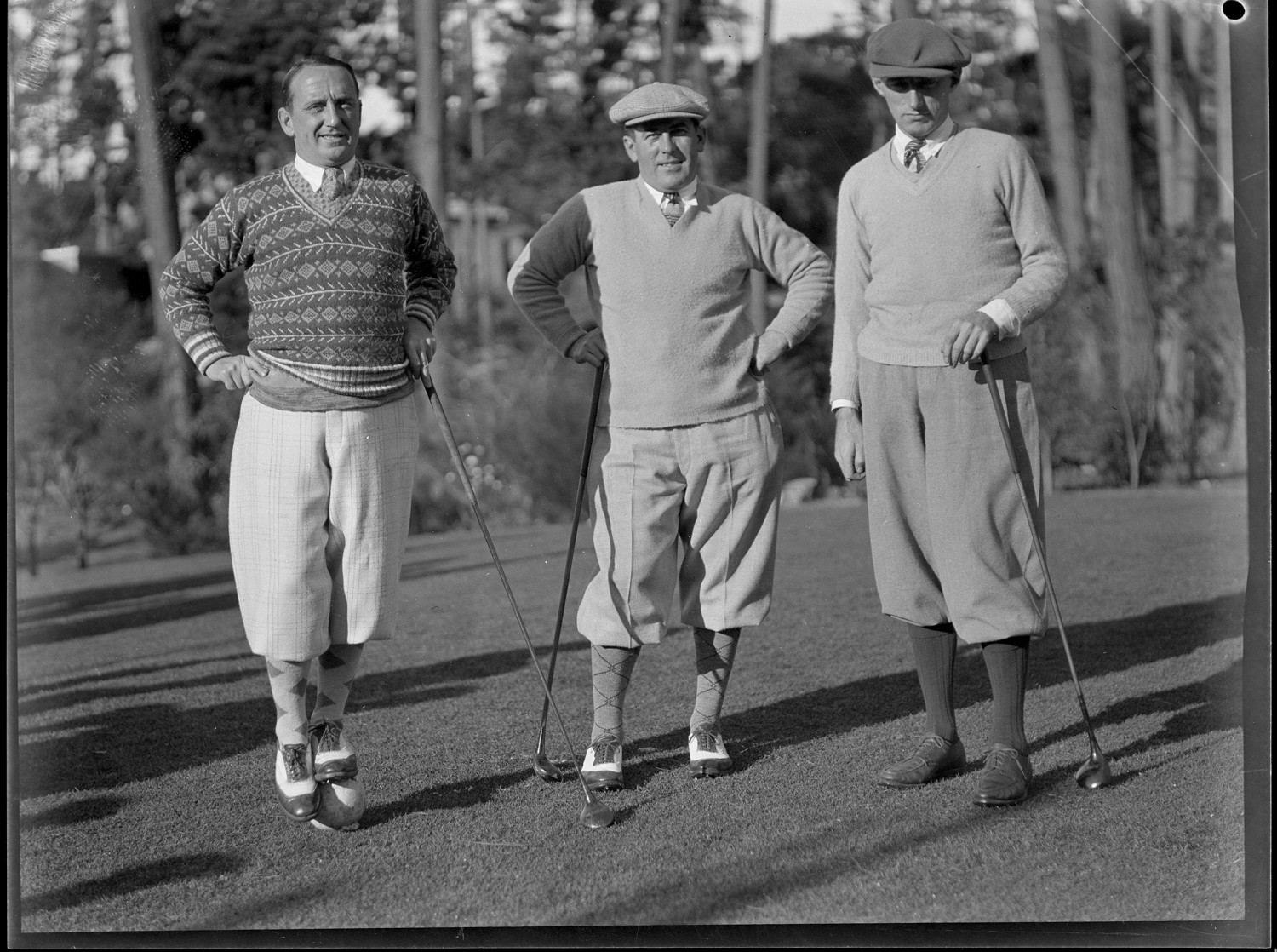
جانی گلدن (وسط) - ۱۹۲۶

جانی گلدن (انگلیسی: Johnny Golden؛ ۲ آوریل ۱۸۹۶ – ۲۷ ژانویهٔ ۱۹۳۶) یک گلف‌باز بود.